# Rybníky pod Bedřiškou
Rybníky pod Bedřiškou je soustava tří revitalizovaných rybníků a veřejného prostoru spojeného s odpočinkovou a relaxační zónou. Nachází se v městském obvodu Nová Ves statutárního města Ostrava. Leží se v nížině Ostravská pánev v Moravskoslezském kraji.

## Historie a popis místa
Rybníky pod Bedřiškou vznikly přestavbou poddolovaných a zabahněných rybníků v rámci nápravy důlních škod. Na proměně rybníků se podílelo město Ostrava s městským obvodem Nová Ves, státním podnikem DIAMO aj. za finanční podpory dotačních programu Fajnovy prostor a Tvoříme prostor. Na revitalizaci se podílely také některé místní spolky a dobrovolníci. Rybníky byly původně postaveny v roce 1970, následně zarybněny a konaly se zde dokonce i rybářské závody. Postupem času se rybníky a jejich okolí zanedbávaly a přestaly sloužit původnímu účelu. Praktické kroky přípravy revitalizace začaly až v roce 2016. Místo bylo slavnostně otevřeno dne 25. srpna 2019 za účasti představitelů města a církve a ve stejný den se na místě konal Bartolomějský krmáš. V rámci revitalizace byly provedeno zpevnění hrází a odbahnění rybníků, postaveno cca kilometrové odtokové potrubí, chodníky, rybářská bouda s dřevěnou terasou částečně vysunutou nad vodní hladinu, knihobudka, posezení, chodníky, stojany na kola, dětské hřiště a také opraveny vtoky a výpustě aj. U rybníků bylo vysazeno 30 nových stromů a více než 100 keřů. Rybníky pod Bedřiškou jsou stranou rušného městského prostředí a jejich idylická kompozice láká k odpočinku, relaxaci, meditaci, turistice či rybolovu.

## Další informace
Místo je celoročně volně přístupné a vede k němu také turistická a cyklistická trasa.

## Galerie

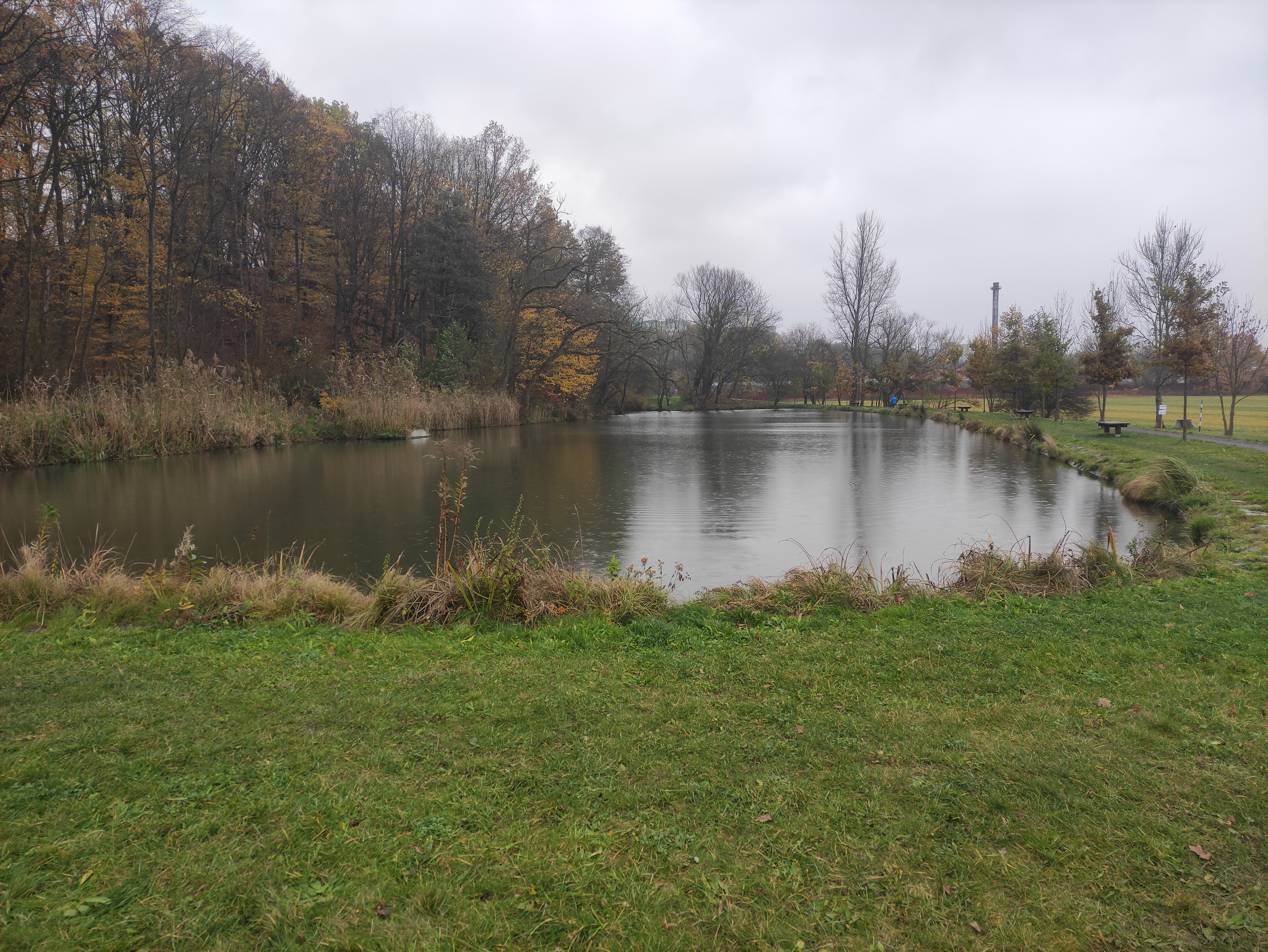
Pohled na rybníky
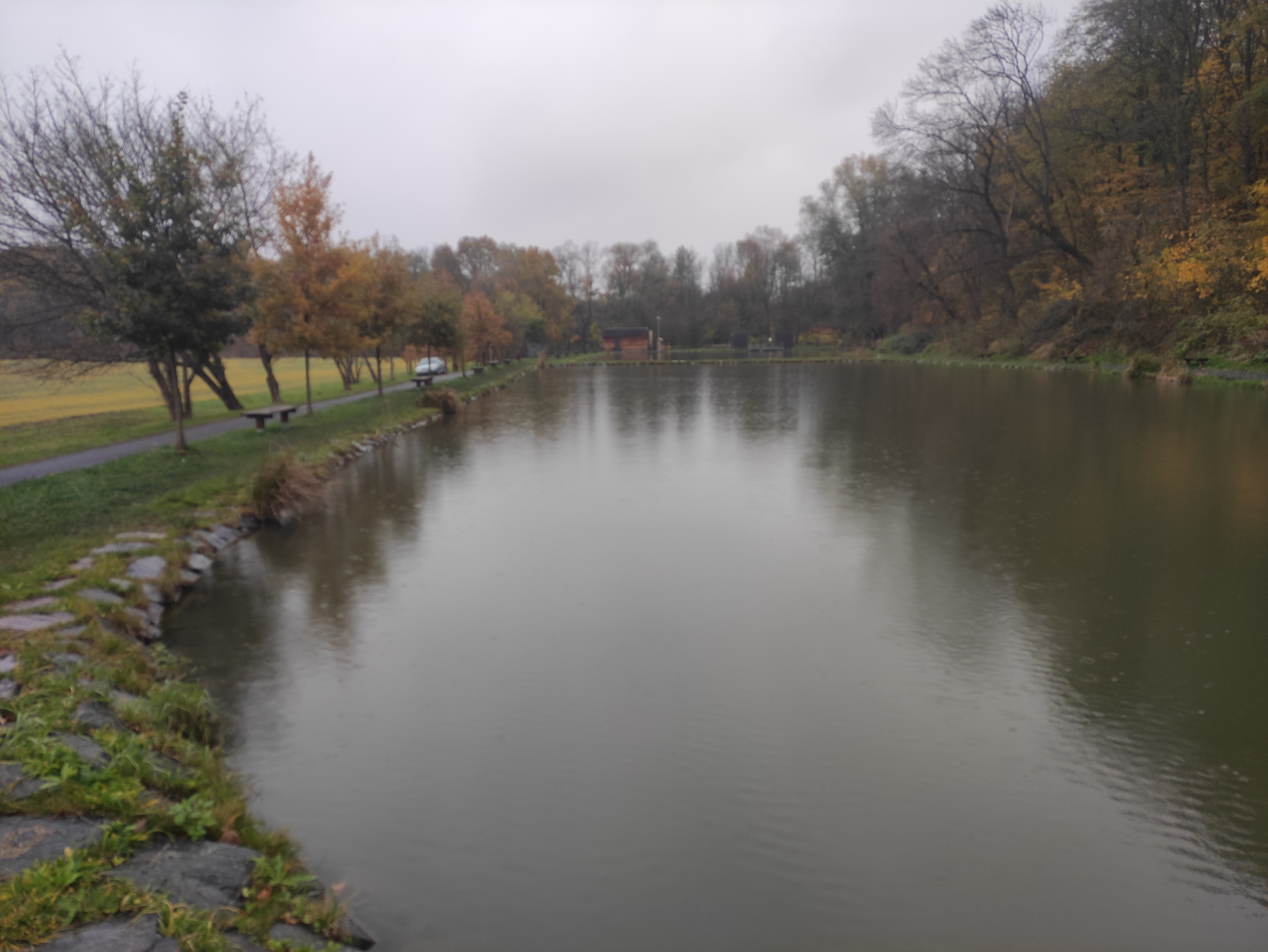
Pohled na rybníky
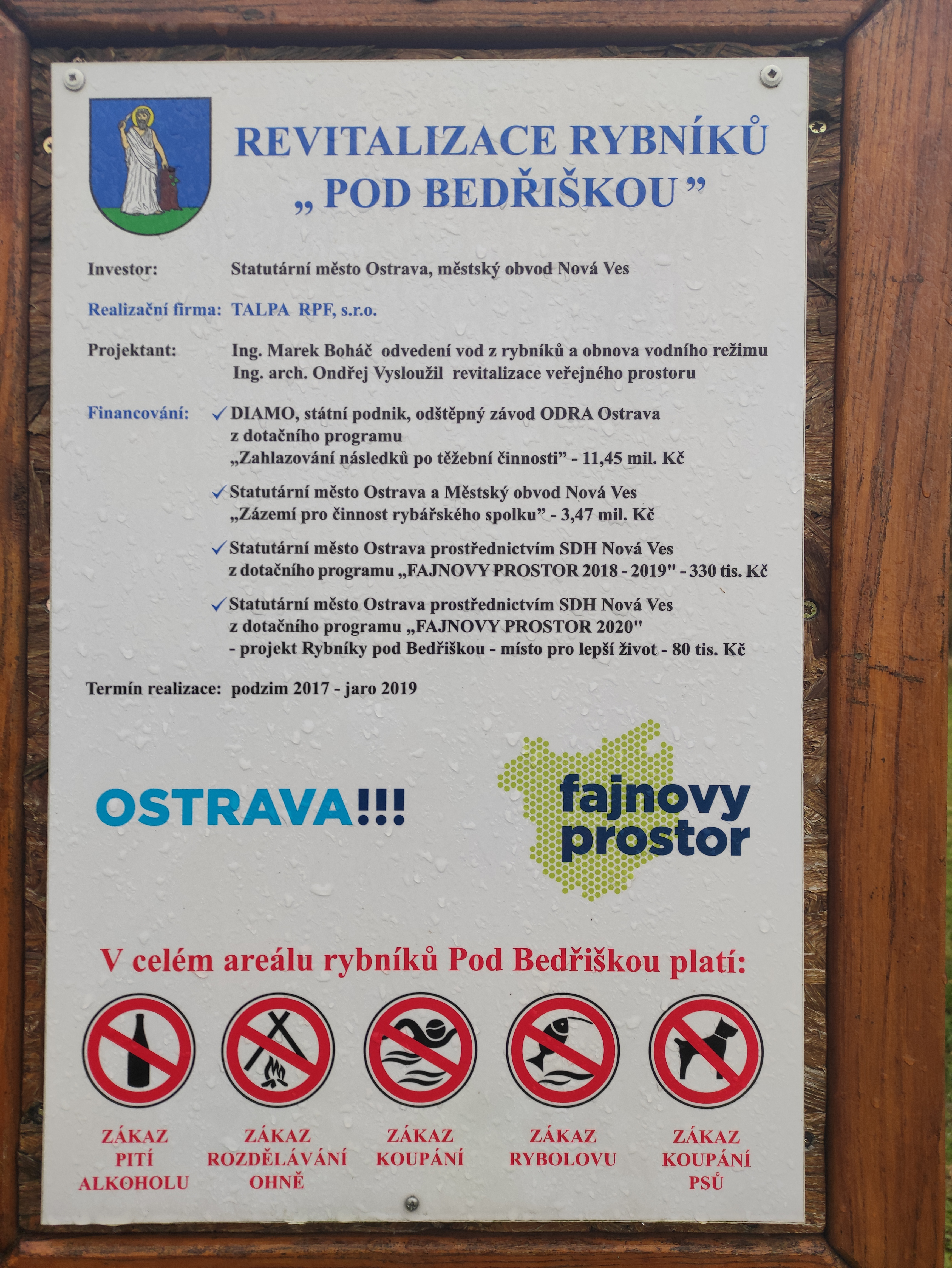
Informační panel